# Garckea abbreviata
Garckea abbreviata là một loài rêu trong họ Ditrichaceae. Loài này được Dixon & P. de la Varde mô tả khoa học đầu tiên năm 1927.